# (29213) 1991 SJ
(29213) 1991 SJ là một tiểu hành tinh vành đai chính. Nó được phát hiện bởi Robert H. McNaught ở Đài thiên văn Siding Spring ở Coonabarabran, New South Wales, Australia, ngày 29 tháng 9 năm 1991.